# Пуркер, Клаудия
Клаудия Пуркер (нем. Claudia Purker; род. 15 января 1999, Австрия) — австрийская лыжница, выступающая в лыжном двоеборье. Бронзовый призёр чемпионата мира 2025 года в смешанном командном соревновании.

## Карьера
Пуркер в самом начале своей спортивной карьеры занималась прыжками на лыжах с трамплина. Дебютировала на международной арене 21 и 22 декабря 2013 года, приняв участие в этапе Кубка Альп в Растбюхле, где заняла третье и четвертое места в прыжках с трамплина.
6 февраля 2016 года Клаудия Пуркер дебютировала на этапе Кубке мира по прыжкам с трамплина в Хинценбахе, где даже попала в зачет по очкам.
Весной 2020 года Пуркер объявила о своём переходе в австрийскую сборную по лыжному двоеборью. Дебютировала на международной арене на первом в истории Кубке мира среди женщин в середине декабря 2020 года в Рамзау. После прыжков она занимала четвертое место, но все же в гонке на лыжах опустилась на 26-е место.
На чемпионате мира 2025 года в Тронхейме в смешанном командном соревновании завоевала бронзовую медаль.

### Чемпионат мира
- 1 медаль (1 бронза)

| Год                                | Возраст | NH     |
| ---------------------------------- | ------- | ------ |
| Тронхейм 2025, смешанный командный | 26      | Бронза |